# Machačkala
Machačkala (rusky Махачкала) je město v Rusku na břehu Kaspického moře, hlavní město Dagestánské republiky. Žije zde přibližně 663 tisíc obyvatel. Ve městě je jediný nezamrzající hlubokovodní přístav Ruska v Kaspickém moři.

## Historie
Machačkala byla založena v roce 1844 jako pevnost, roku 1857 získala status města. Původně se město jmenovalo Petrovskoje (rusky Петро́вское) po caru Petru Velikém, který tábořil na místě budoucího města v roce 1722 za Perského tažení. Roku 1857 byla přejmenována na Petrovsk-Port (rusky Петро́вск-Порт); o čtyři roky později – roku 1861 zde byla zahájena stavba přístavu, roku 1896 pak zavedena železnice. S rozvojem moderního průmyslu se začaly stavět rafinérie a další závody zpracovávající ropu. Po Říjnové revoluci se zde snažili bolševici získat moc, ale neúspěšně; bělogvardějci tak město drželi až do března roku 1920. Název Machačkala nese město až od roku 1921, podle revolucionáře Machomeda ali Dachadajeva, vulgo Machač. Roku 1970 byla postižena silným zemětřesením.

## Doprava

### Námořní přístav Machačkala
Ve městě je námořní přístav, vlastněný státní akciovou společností Makchachkala Comercial Sea Port. Přístav má velký potenciál nejen pro Dagestán, ale pro celé Rusko. V roce 2019 prošlo přístavem přibližně 60 % veškerého nákladu přepravovaného v ruských přístavech v Kaspickém moři. V roce 2021 zahrnoval přístav Machačkala komplexy pro překládku suchého nákladu s kapacitou 3 miliony tun ročně, výrobky z ropy s kapacitou 7,9 milionu tun a kotviště pro všeobecný náklad a kontejnery s kapacitou 1,2 milionu tun, železniční a trajektový terminál s kapacitou 1,3 milionu tun a terminál pro přepravu obilí s kapacitou 0,5 milionu tun.
V březnu 2021 prezident Dagestánu Sergej Melikov rozhodl, že ve spolupráci s ruskou vládou bude přístav zahrnut do privatizačního plánu, aby přilákal investora k rozvoji přístavu.
V období leden až září 2021 vzrostl počet zastávek lodí v námořním přístavu Machačkala o 24 % ve srovnání se stejným obdobím minulého roku. Nárůst souvisí s rybolovem šprotů v Kaspickém moři, kdy došlo k zečtyřnásobení počtu ulovených šprotů v celém Kaspickém moři.
V roce 2022 byl přístav Machačkala jediným ruským námořním přístavem v Kaspickém moři, který i přes sankce uvalené na Rusko po ruské invazi na Ukrajinu výrazně navýšil objem exportu nákladu. V období od ledna do května 2022 bylo vyexpedováno více než 95 tisíc tun obilí - zejména do Íránu. V srpnu 2022 se v přístavu začalo s překládkou mouky do Íránu.

## Partnerská města
- Aktau, Kazachstán
- Baku, Ázerbájdžán
- Balıkesir, Turecko
- La Roche-sur-Yon, Francie
- Ndola, Zambie
- Oldenburg, Německo
- Sfax, Tunisko
- Smoljan, Bulharsko
- Spokane, Washington, Spojené státy americké
- S’-pching, Čína
- Yalova, Turecko

## Sport
- FK Anži Machačkala

## Galerie

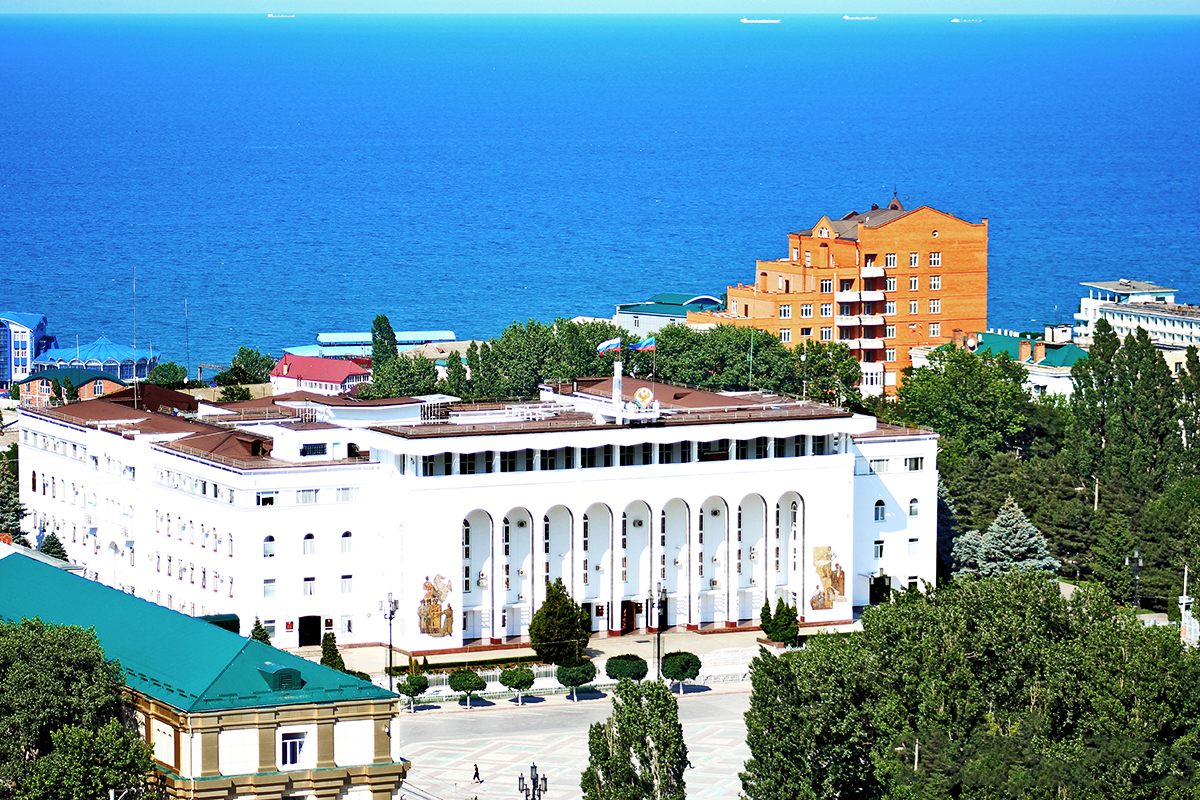
Budova vlády republiky Dagestán v Machačkale
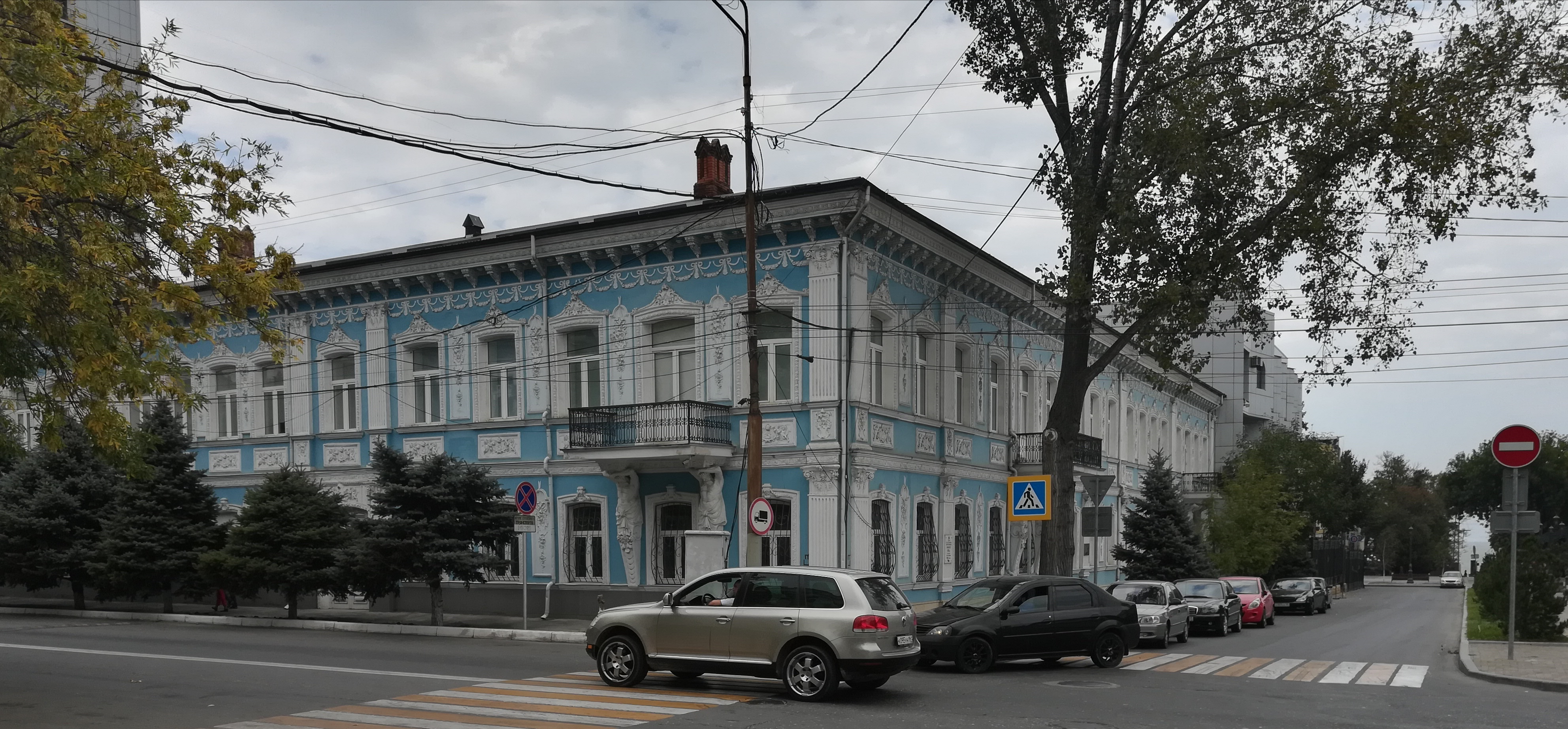
Národní Muzeum republiky Dagestan
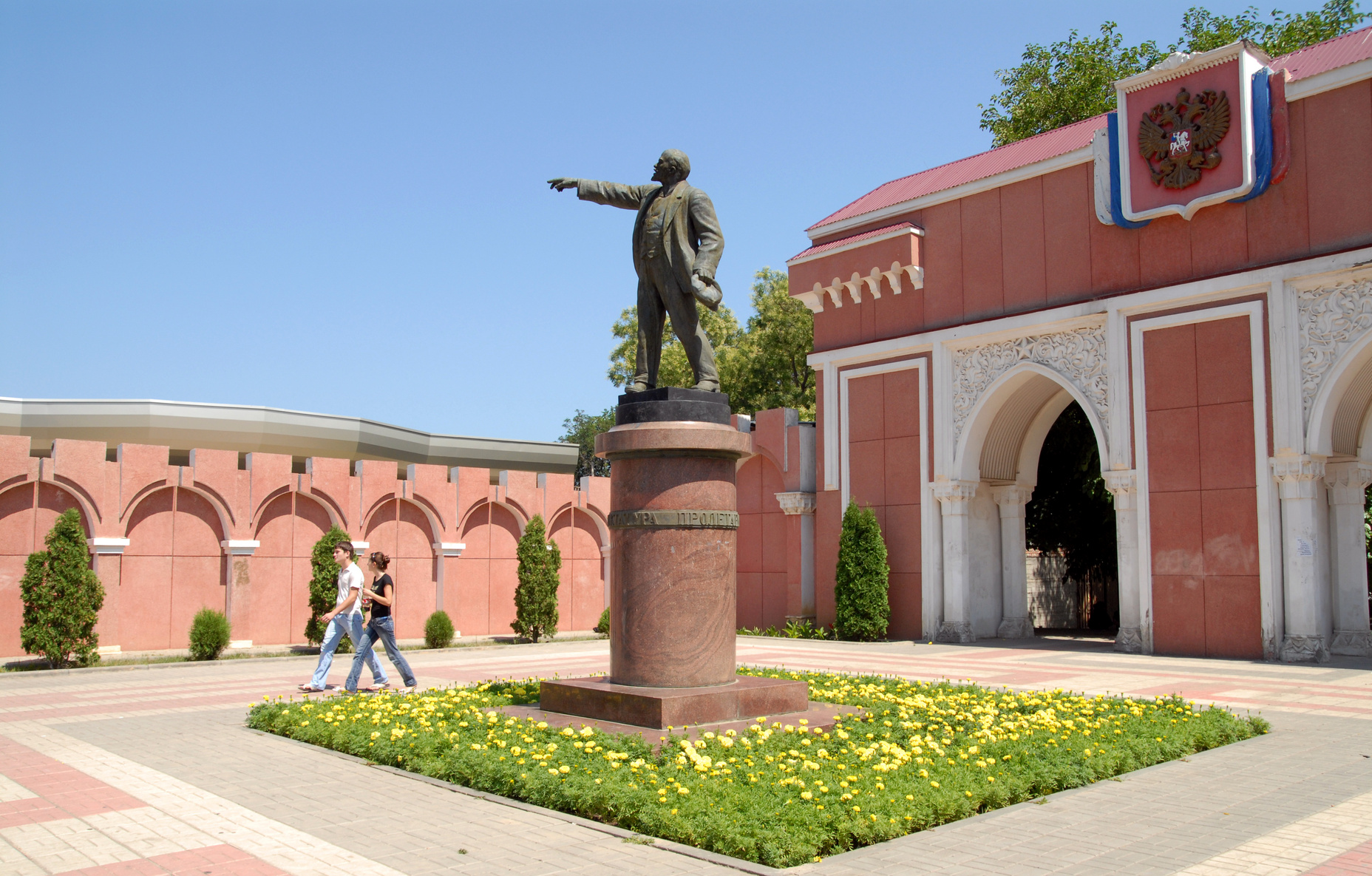
Vstup do městského parku
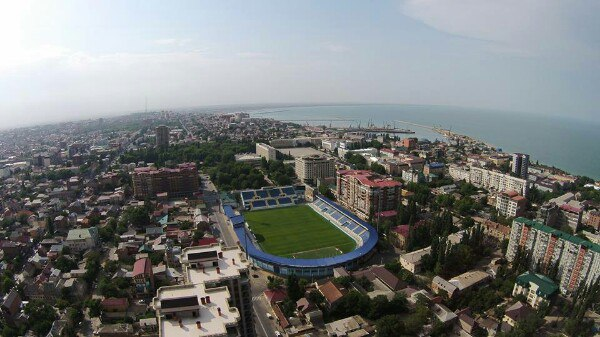
Machačkala